# Ofszetnyomtatás
Az ofszetnyomtatás egy széles körben használt nyomtatási technika, melynél a festéket egy nyomólemezre és onnan egy gumihengerre viszik fel, majd erről kerül a nyomtatási felületre. Az olajos, zsíros anyagok és a víz kölcsönös taszításának elvén alapuló litográfiai eljárással kombinálva az ofszettechnikánál egy sík (planografikus) hordozót használnak, amelyre a hengerek a nyomtatandó kép helyére felviszik a festéket, míg a többi területre egy vízalapú réteg kerül. Így a nem nyomtatandó területek festékmentesek maradnak. Ez angolul a fountain solution, amely a nedvesítő folyadék alkalmazását jelenti. A modern rotációs gyorssajtó más megoldást alkalmaz, itt a nagy papírtekercseket részenként egy nagyméretű nyomdagépen vezetik keresztül, általában többméteres részekben, a gép pedig folyamatosan nyomtat a papírra.
Az ofszetnyomtatást két különféle változatban fejlesztették ki. Az angol Robert Barclay ónra történő nyomtatáshoz dolgozott ki ofszettechnológiát 1875-ben, az amerikai Ira Washington Rubel pedig papírra nyomtatáshoz 1904-ben.

## Története
A litográfiát eredetileg azért fejlesztették ki, hogy művészi grafikákról olcsón készíthessenek másolatokat a segítségével. A technikát csak lapos, porózus felületeken lehetett alkalmazni, mivel a nyomólemezeket mészkőből készítették. Erre utal maga az elnevezés is: a litograph szó jelentése „kőből készült kép”.
Az első rotációs ofszetnyomó gépet Angliában építették meg, szabadalmát pedig 1875-ben Robert Barclay jegyezte be. A fejlesztés több korábbi nyomtatási eljárást kombinált Richard March Hoe 1843-as rotációs nyomdájával, amely kő helyett egy fémhengert használt. Az ofszethengert speciálisan kezelt kartonnal borították be, amely a kőről a fém felszínére vitte át a nyomtatandó képet. Később a hengert borító kartont gumira cserélték, amely még ma is a legszélesebb körben alkalmazott anyag erre a célra.
A XIX. század végén a fotográfia népszerűvé válásával sok litográfiai cég ment csődbe. A fotógravírozás, amely illusztrációk helyett rasztertechnológiát alkalmazott, dominánssá vált a századfordulón. Sok nyomda, köztük Ira Washington Rubelé is az alacsony költségű litográfiai eljárást alkalmazta, hogy fotók és könyvek másolatait elkészítsék. Rubel 1901-ben egy véletlennek köszönhetően fedezte fel, hogy ha fémhenger helyett gumihengert használ a nyomtatáshoz, a nyomat tisztább és élesebb lesz.
A technika finomítását követően a Potter Press nyomdaipari vállalat 1903-ban építette meg az első kifejezetten ezen az elven működő nyomdagépet. 1907-ben San Franciscóban a Rubel-féle ofszetnyomdát már aktívan használták.
Nagyjából ugyanebben az időben a Harris Automatic nyomdaipari vállalat tulajdonosai, Albert és Charles Harris is készítettek egy hasonló elven működő eszközt.
1904-ben az Egyesült Államokban élő, német származású Caspar Hermann szintén kifejlesztett egy ofszetnyomó gépet Senefelder kőnyomtatási eljárását továbbfejlesztve, 1906-ban pedig visszatért Németországba, ahol megépítette az első német ofszetgépet, a Triumph-ot.

## Modern ofszetnyomtatás
A nyomtatási folyamat egyik legfontosabb eleme a nyomdai előkészítés, amelynek során megbizonyosodnak arról, hogy minden fájlt megfelelően dolgoztak fel a nyomtatáshoz. Ennek része a megfelelő CMYK színmódba konvertálás, a fájlok véglegesítése és a lemezek elkészítése minden színhez.
Az ofszetlitográfia a nyomtatott anyagok létrehozásának egyik leggyakoribb módszere. Segítségével előállítanak többek között újságokat, folyóiratokat, brosúrákat, irodai papírárukat és könyveket. Más nyomtatási módszerekkel összevetve az ofszetnyomtatás elsősorban a kiváló minőségű nyomatok nagy mennyiségben történő költséghatékony előállítására alkalmas, minimális karbantartási igénnyel. Sok modern ofszetnyomda számítógép segítségével készíti el a lemezeket, ami még inkább javítja a minőséget.
Az ofszetnyomtatás előnyei más eljárásokkal szemben:
- egyenletesen magas minőség. Az ofszetnyomtatással tiszta és éles képek állíthatóak elő, mint például magasnyomtatással, mivel a gumi jól illeszkedik a nyomtatandó felület textúrájához;
- a lemezek gyors és egyszerű elkészítése;
- hosszabb lemezélettartam, mivel a lemez nem érintkezik közvetlenül a nyomtatandó felülettel. A megfelelően elkészített, optimális tintával és technikával alkalmazott lemezek akár egymillió nyomást is kibírnak;
- alacsony ár. Az ofszetnyomtatás a magas minőségű nyomatok nagy mennyiségben történő előállításának leggazdaságosabb módja.

Az ofszetnyomtatás hátrányai más eljárásokkal szemben:
- némileg gyengébb minőség, mint a rotációs mélynyomás vagy fénynyomás esetén;
- az eloxált alumínium nyomólemezek a kémiai oxidáció miatt érzékennyé válhatnak;
- a lemezek és a nyomdagép előkészítése viszonylag időigényes folyamat, ezért a kis mennyiségben történő nyomtatáshoz rendszerint digitális ofszetnyomó gépeket használnak.

## Nyomóformák
A nyomóformák létrehozását reprodukciónak is nevezik és a képek, szövegek, grafikák átvitelét jelenti a nyomólemezre. Korábban (és manapság még a kisebb nyomdákban) ez a folyamat manuálisan történt filmen és szerelőfólián keresztül, ma nagyrészt közvetlenül a számítógépről kerülnek az információk a lemezre (Computer to Plate). Az ofszetnyomtatás formakészítése egyszerűbb, gyorsabb és költséghatékonyabb, mint a magasnyomás nyomóformájáé.
Az ofszetnyomtatás hagyományos nyomóformái a cinkből vagy alumíniumból készült egyfémes lemezek 0,1–0,5 mm vastagságban. Az íves ofszetnyomtatásnál kis formátumokban jellemzően 0,15 mm vastagságú lemezeket használnak, a nagyobb formátumoknál pedig 0,3 mm vastagságú lemezeket. A cink- és alumíniumlemezek leváltották a korábbi bi- vagy trimetál lemezeket, melyek rézből, acélból és krómból álltak. Léteznek még a kisofszetnyomtatás speciális feladataihoz műanyag és papír hordozójú lemezek is. Az ofszetlemezek ma már előérzékenyítettek, ez teszi lehetővé a másolóeredetin lévő információk pontos átvitelét a nyomóformára.
A nyomtatás minőségének egyik meghatározó eleme a nyomóforma nedvesítése. Az ofszetnyomtatásnál a nyomóforma nem nyomó felületeire egyenletes, hártyaszerű nedvesítőfolyadékot, vízfilmet kell juttatni.

## Nyomófestékek
A nyomófestékek a nyomóforma nyomóelemeinek képét viszik át a nyomathordozó felületéreés azon tartósan rögzítik. A nyomdaipar sokrétűsége, bonyolultsága, gyors ütemű fejlődése nagyszámú nyomdafestékfajta kifejlesztését tette szükségessé. A korszerű nyomdaipar ma már több száz nyomdafestéktípust használ.
Az ofszetnyomtatásnál a nyomóforma befestékezése csak a lemez oleofil (zsírszerető) részein következik be, a lemez nem nyomó részeit a víz nedvesíti. Valamennyi rácsponton és egyéb rajzi elemen azonos vastagságú festékréteg található. A finom rácspontok nyomása a nyomdafestékektől egészen különleges folyási (reológiai) tulajdonságot követel.
Színes nyomtatásnál a CMYK színrendszert (cyan, magenta, yellow, key) használják, amelyben a key szó a fekete színre mint nyomdászati kulcsszínre utal. Ezzel a négy színnel gyakorlatilag bármilyen színes nyomtatvány elkészíthető. Léteznek azonban olyan színek, pl. arany, ezüst, bizonyos cégekre jellemző speciálisan kialakított márkaszínek, melyeket nem lehet a négy alapszínnel reprodukálni. Ezekre a színekre szabványosított színskálák készültek, mint a HKS vagy a Pantone skála.